# David Rangel
José David Rangel Torres (Soledad de Graciano Sánchez, San Luis Potosí, México, 12 de noviembre de 1969) es un exfutbolista y entrenador mexicano. 
Jugaba como mediocampista defensivo, su primer equipo fue Atlético Potosino y su último club antes de retirarse fue Toluca. 
Ha dirigido a Santos de Soledad en la Segunda División de México y a los Potros UAEM en la Liga de Ascenso de México.

## Trayectoria

### Futbolista
Mediocampista que debutó con el Atlético Potosino en la Temporada 1988-1989. Después jugó con el Tampico y el Cruz Azul. Llegó al Toluca en el Invierno 1996, ahí logra consolidarse y convertirse en uno de los medios de contención más eficaces en la Primera División de México, formando una dupla junto a Víctor Ruiz y posteriormente con el "Chiquis" Rafael García. Después de 11 torneos cortos con los Diablos Rojos, pasó al Atlante en el Verano 2002. 
En el Apertura 2003 es transferido a Jaguares de Chiapas, donde tuvo escasa actividad. El final de su carrera se veía cada vez más cercano, sin embargo, sorpresivamente regresó al Toluca para el Apertura 2004.

### Clubes
La siguiente tabla detalla los encuentros disputados y los goles marcados en los clubes en los que ha militado.
| Atlético Potosino · México |               |               |     |    |    |   |   |     |     |   |
| 1ª | 1988-89       | 13            | 0   | 3  | 0  | - | - | 16  | 0   |   |
| Total club | Total club    | 13            | 0   | 3  | 0  | - | - | 16  | 0   |   |
| Tampico Madero F.C. · México |               |               |     |    |    |   |   |     |     |   |
| 1ª | 1989-90       | 19            | 2   | 2  | 0  | - | - | 21  | 2   |   |
| Total club | Total club    | 19            | 2   | 2  | 0  | - | - | 21  | 2   |   |
| Cruz Azul F.C. · México |               |               |     |    |    |   |   |     |     |   |
| 1ª | 1990-91       | 21            | 1   | 5  | 0  | - | - | 26  | 1   |   |
| 1ª | 1991-92       | 16            | 0   | 3  | 1  | - | - | 19  | 1   |   |
| 1ª | 1992-93       | 29            | 2   | -  | -  | - | - | 29  | 2   |   |
| 1ª | 1993-94       | 4             | 0   | -  | -  | - | - | 4   | 0   |   |
| 1ª | 1994-95       | 6             | 0   | 0  | 0  | - | - | 6   | 0   |   |
| 1ª | 1995-96       | 22            | 2   | 2  | 0  | - | - | 24  | 2   |   |
| Total club | Total club    | 98            | 5   | 10 | 1  | - | - | 108 | 6   |   |
| Deportivo Toluca · México |               |               |     |    |    |   |   |     |     |   |
| 1ª | 1996-97       | 36            | 1   | 6  | 0  | - | - | 42  | 1   |   |
| 1ª | 1997-98       | 39            | 0   | -  | -  | 3 | 0 | 42  | 1   |   |
| 1ª | 1998-99       | 40            | 0   | 1  | 0  | 1 | 0 | 42  | 0   |   |
| 1ª | 1999-00       | 41            | 0   | 4  | 0  | - | - | 45  | 0   |   |
| 1ª | 2000-01       | 28            | 0   | -  | -  | 1 | 0 | 29  | 0   |   |
| 1ª | 2001-02       | 20            | 0   | 4  | 0  | - | - | 24  | 0   |   |
| 1ª | 2004-05       | 11            | 0   | 1  | 0  | - | - | 11  | 0   |   |
| 1ª | 2005-06       | 0             | 0   | -  | -  | - | - | 0   | 0   |   |
| Total club | Total club    | 215           | 1   | 16 | 0  | 5 | 0 | 236 | 1   |   |
| Atlante F.C. · México |               |               |     |    |    |   |   |     |     |   |
| 1ª | 2001-02       | 9             | 0   | -  | -  | - | - | 9   | 0   |   |
| 1ª | 2002-03       | 18            | 0   | -  | -  | - | - | 18  | 0   |   |
| Total club | Total club    | 27            | 0   | -  | -  | - | - | 27  | 0   |   |
| Jaguares de Chiapas · México |               |               |     |    |    |   |   |     |     |   |
| 1ª | 2002-03       | 12            | 0   | -  | -  | - | - | 12  | 0   |   |
| 1ª | 2003-04       | 5             | 0   | -  | -  | - | - | 5   | 0   |   |
| Total club | Total club    | 17            | 0   | -  | -  | - | - | 17  | 0   |   |
| Total carrera | Total carrera | Total carrera | 389 | 8  | 31 | 1 | 5 | 0   | 425 | 9 |
| (1)Incluye datos de la Copa México y Pre Pre Libertadores (1998, 1999 y 2001). (2)Incluye datos de la Copa Campeones CONCACAF (1998, 1999 y 2000), Copa Concacaf (2001) y Copa Merconorte (2000). |               |               |     |    |    |   |   |     |     |   |

## Selección nacional de México

### Categorías menores
Sub-23
Fue seleccionado Sub-23 en los Juegos Olímpicos de Barcelona 1992 en España, jugando contra Dinamarca y Australia.
| Torneo                   | Sede   | Resultado    |
| ------------------------ | ------ | ------------ |
| Juegos Olímpicos de 1992 | España | Primera fase |

Partidos
| # | Fecha               | Rival     | Sede      | Estadio             | Resultado | Competición              |
| - | ------------------- | --------- | --------- | ------------------- | --------- | ------------------------ |
| 1 | 26 de julio de 1992 | Dinamarca | Zaragoza  | Estadio La Romareda | 1 - 1     | Juegos Olímpicos de 1992 |
| 2 | 28 de julio de 1992 | Australia | Barcelona | Estadio de Sarrià   | 1 - 1     | Juegos Olímpicos de 1992 |

### Absoluta
Tuvo su primera convocatoria a la Selección nacional el 24 de enero de 2001 en un amistoso frente a Bulgaria, siendo Enrique Meza el entrenador.
Hizo su debut en ese mismo partido jugado en Morelia, perdiendo 0-2. Su último partido fue en la Copa Confederaciones 2001,contra Francia el 3 de junio del 2001 en Ulsan Munsu que terminó México sufriendo la eliminación de la primera ronda después de tres derrotas. Sin embargo fue llamado en el partido de eliminatoria mundialista frente a Honduras en San Pedro Sula pero no jugó.
Participaciones en Copa FIFA Confederaciones
| Copa                           | Sede                  | Resultado    |
| ------------------------------ | --------------------- | ------------ |
| Copa FIFA Confederaciones 2001 | Corea del Sur y Japón | Primera fase |

Partidos con la selección nacional en la categoría mayor
| # | Fecha               | Rival         | Sede        | Estadio                       | Resultado | Competición                    |
| - | ------------------- | ------------- | ----------- | ----------------------------- | --------- | ------------------------------ |
| 1 | 24 de enero de 2001 | Bulgaria      | Morelia     | Estadio Morelos               | 0 - 2     | Amistoso                       |
| 2 | 31 de enero de 2001 | Colombia      | Los Ángeles | Los Angeles Memorial Coliseum | 2 - 3     | Amistoso                       |
| 3 | 25 de mayo de 2001  | Inglaterra    | Derby       | Pride Park Stadium            | 0 - 4     | Amistoso                       |
| 4 | 1 de junio de 2001  | Corea del Sur | Ulsan       | Estadio Mundialista de Ulsan  | 1 - 2     | Copa FIFA Confederaciones 2001 |
| 5 | 3 de junio de 2001  | Francia       | Ulsan       | Estadio Mundialista de Ulsan  | 0 - 4     | Copa FIFA Confederaciones 2001 |

### Entrenador
El día 26 de junio del 2013 fue presentado como director técnico de los Santos de Soledad, equipo de la Liga de Nuevos Talentos de la Segunda División de México, y filial del Atlético San Luis del Ascenso MX.
Fue auxiliar técnico en Segunda División de México con el club Potros de la UAEM con el cual obtuvo el campeonato y consiguió ascender a la Liga de Ascenso MX.
Entre 2016 y 2017 fue el auxiliar técnico de Hernán Cristante en el Deportivo Toluca. El 23 de octubre de 2018 fue nombrado como director técnico de los Potros UAEM del Ascenso MX, cargo  que desempeñó hasta el 21 de octubre de 2019, al ser cesado por los malos resultados del equipo.
Clubes
| Club              | País   | Año       |
| ----------------- | ------ | --------- |
| Santos de Soledad | México | 2013-2014 |
| Potros UAEM       | México | 2018-2019 |

## Palmarés

### Futbolista
Campeonatos nacionales
| Categoría                  | Título        | Club   | País   |
| -------------------------- | ------------- | ------ | ------ |
| Primera División de México | Verano 1998   | Toluca | México |
| Primera División de México | Verano 1999   | Toluca | México |
| Primera División de México | Verano 2000   | Toluca | México |
| Primera División de México | Apertura 2005 | Toluca | México |